# Монополия (игра)
«Монополия» — экономическая и стратегическая настольная игра для двух и более человек. Получила большую популярность в XX веке во многих странах мира, включая СССР; в последнем была также известна под названиями «Менеджер», «Империя», «Бизнесмен», «НЭП», «Бизнес». Цель игры — рационально используя стартовый капитал остаться единственным игроком, который не достиг банкротства. Фактически «Монополия» представляет собой игровое поле, состоящее из квадратов, которые проходят по кругу все игроки по очереди. Квадраты разделяются на активы (предприятие, ценная вещь) и события. Когда игроку выпадает очередь ходить, то броском игральной кости он определяет, какое количество шагов он должен совершить на игровом поле за этот ход (каждый шаг соответствует одному очку на кубике и одному квадрату на игровом поле). В настоящее время имеются многочисленные компьютерные воспроизведения «Монополии», а также приложения для игровых консолей и смартфонов.

## История

### Предыстория: прототипы

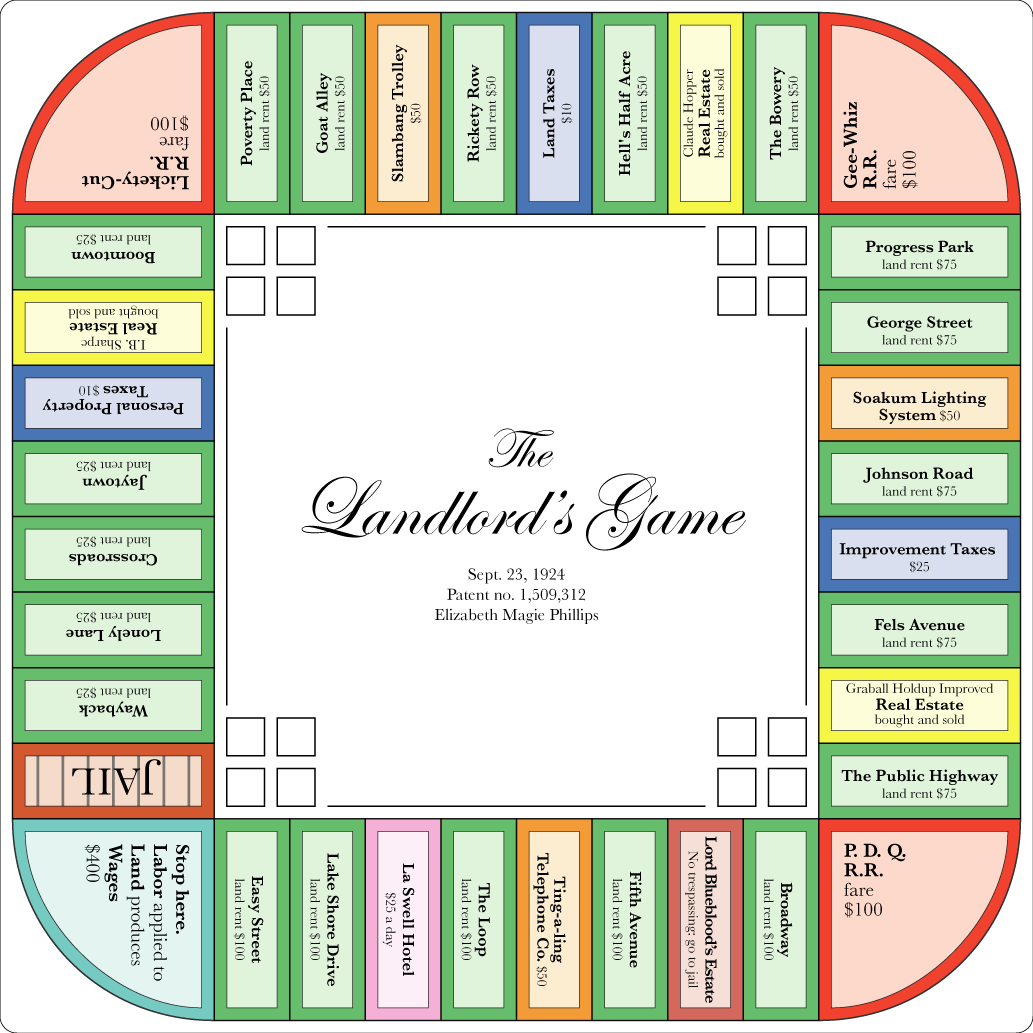
Игровое поле «Игры землевладельцев»

Авторство прототипа игры принадлежит Элизабет «Лиззи» Мэги, вдохновившейся идеями Генри Джорджа — американского политэконома, публициста и политика, которого относят к буржуазному радикализму либо левому либертарианству. Его экономическими доктринами американские и европейские интеллектуалы одно время были увлечены не меньше, чем когда-то идеями Руссо. Она была уверена, что все беды американского общества, от роста социального неравенства до экономических кризисов, — это следствие жадности землевладельцев, постоянно увеличивающих земельную ренту. А решение всех проблем — введение единого земельного налога. Для пропаганды этих идей, а не только развлечения ради она и придумала в 1903 году настольную «Игру землевладельцев» (The Landlord’s Game). Одним из источников вдохновения для неё послужила книга, которую ей подарил отец. Это была работа «Прогресс и бедность» Генри Джорджа. На неё произвели большое впечатление идеи экономиста о причинах неравенства людей, в частности, следующая мысль: «Равные права всех людей на пользование землей так же очевидны, как право дышать, это права, подтверждённые фактом нашего существования».
«Цель игры состоит не только в том, чтобы доставить удовольствие игрокам, но и в том, чтобы показать им, что при существующих законах землевладельцы имеют преимущество перед другими предпринимателями», — писала Мейджи в своей заявке на патент. И если взрослых исправить сложно, думала она, то пусть через игру идеями справедливого и конкурентного общества проникнутся хотя бы дети: «Пусть дети сразу ясно видят вопиющую несправедливость нашей современной земельной системы. И когда они вырастут, это зло будет исправлено».
Игру она сначала выпустила за свои деньги, а потом попыталась продать Parker Brothers, но основатель империи настольных игр Джордж Паркер игру отверг как слишком сложную и «политически ангажированную». Паркер с недоверием отнёсся к «Игре землевладельцев», в правилах которой были, например, такие строки: «La Swelle Hotel. Это заведение иллюстрирует пропасть, пролегающую между классами, поскольку здесь принимают только богатых гостей. Если при броске кубика выпала единица, ты попался на краже курицы — отправляйся в тюрьму. Выпала двойка: попался на ограблении общества — получай $200 из банка. Теперь игроки будут называть тебя cенатором».
Джордж Паркер не оценил сарказм и отказал Лиззи даже дважды: в 1909 и в 1929 году, когда она принесла ему второй, доработанный вариант игры. Тем не менее «Игре землевладельцев» сопутствовал определенный успех, прежде всего в семьях социально активных квакеров, в среде студентов экономических факультетов и левых интеллектуалов. Профессор университета Пенсильвании Скотт Ниэринг даже использовал ее в качестве одного из учебных пособий для своего курса экономики.
В 1913 году в Шотландии появилась игра подобного стиля под названием «Братец Лис и братец Кролик».

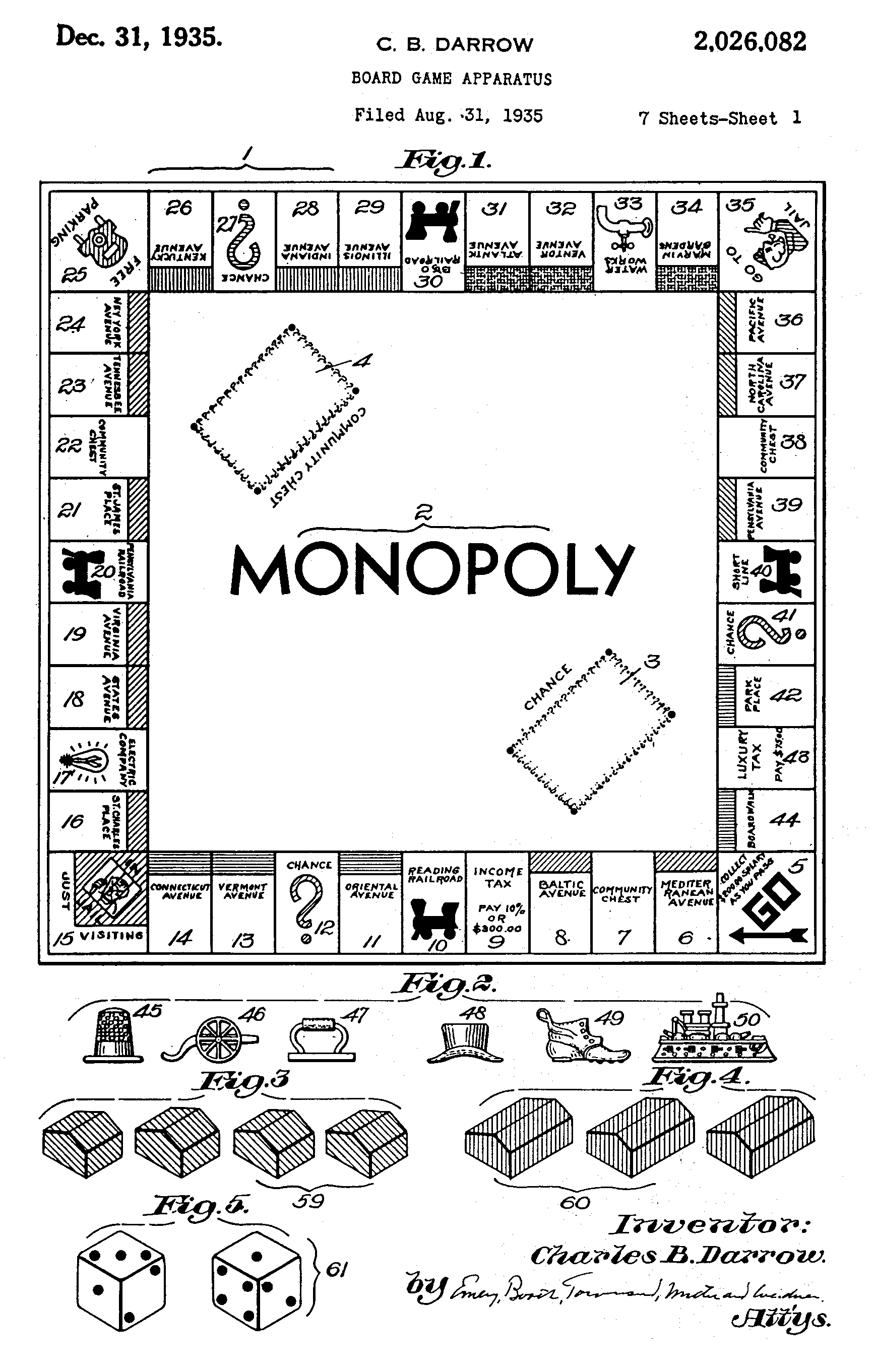
Первая страница заявки Чарльза Дэрроу на патент по «Монополии», рассмотренной и одобренной в 1935 году

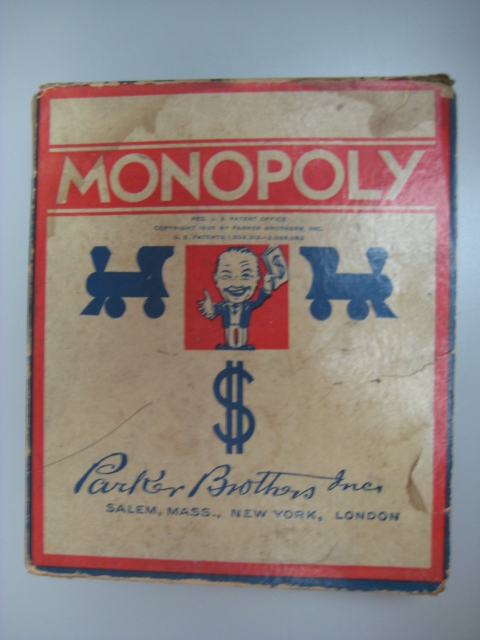
Коробка от игры «Монополия» издательства Паркер Бразерс («Number 7 Black Box Edition»). Приблизительно 1936—1941 годы

### История игры
В 1934 году в разгар Великой депрессии Чарльз Дэрроу (англ. Charles B. Darrow) из Германтауна, штат Пенсильвания, показал представителям компании Паркер Бразерс (англ. Parker Brothers) свой проект игры под названием «Монополия», который отличался от «Игры землевладельцев» — побеждал игрок, который концентрировал в своих руках всю собственность, в то время как в разных вариантах «Игры землевладельцев» игра заканчивалась после пяти кругов или когда один из игроков набирал определенную сумму денег. Проект был отклонен из-за «52 ошибок в дизайне», но это не остановило безработного Чарльза, который решил выпустить игру своими силами. В 1935 году с помощью друга Чарльз Дэрроу изготовил и продал 5000 самодельных копий «Монополии» в универмаге Филадельфии. Через некоторое время он уже не мог справляться с возросшим спросом, и решил снова обратиться к представителям Паркер Бразерс. Монополия вошла в историю — уже в 1936 году она стала самой продаваемой игрой в США.
На сегодняшний день число играющих в «Монополию перевалило за полмиллиарда человек. В мире проводятся коммерческие соревнования (в том числе мировые чемпионаты) по игре «Монополия» с существенными призовыми фондами.
За годы своего существования «Монополия» стала одной из самых популярных настольных игр в мире, имея бесчисленное множество версий и вариаций. Игра была переведена на более чем 40 языков и продана тиражом более 250 миллионов экземпляров по всему миру.

## Правила
Игроки поочерёдно кидают игральные кости и делают соответствующее количество ходов на игровом поле. Встав на поле с активом, игрок может приобрести его, если он свободен, а если он принадлежит другому игроку, то игрок обязан заплатить за посещение данного поля по установленному правилами прейскуранту. При посещении поля с событиями игрок получает указание следовать выпавшему ему событию. Пример: получить дополнительные средства из Банка (Банк — это ещё один игрок, который взаимодействует с игроками-людьми посредством событий, происходящих в игре), отдать часть своих средств Банку, передвинуться на другое поле, отдать часть своих средств другим игрокам, пропустить свой следующий ход, получить дополнительный ход и другие.

### Хоумрулы
В настольных играх есть понятие «хоумрул» — не описанное в инструкции правило, изменяющее игру. По «Хасбро», пять наиболее частых хоумрулов, и один любительский:
- Все налоги и штрафы складывают в специальный (не в основной!) банк. Игрок, вставший на поле «Бесплатная стоянка», забирает весь специальный банк.
- Остановка прямо на поле «Старт» даёт 400 монет вместо 200.
- В тюрьме игрок не может получать ренту с собственности.
- Первый круг игрок не может ничего покупать. Только пройдя старт, он может начать покупку недвижимости.
- Если на кубиках выпало «1-1», получи 500 монет.
- Продажа здания другому игроку не может превышать его стоимость х2 + 100.

Впрочем, хоумрулы, дающие деньги, делают игру более случайной и затягивающей.

## «Монополия» в России

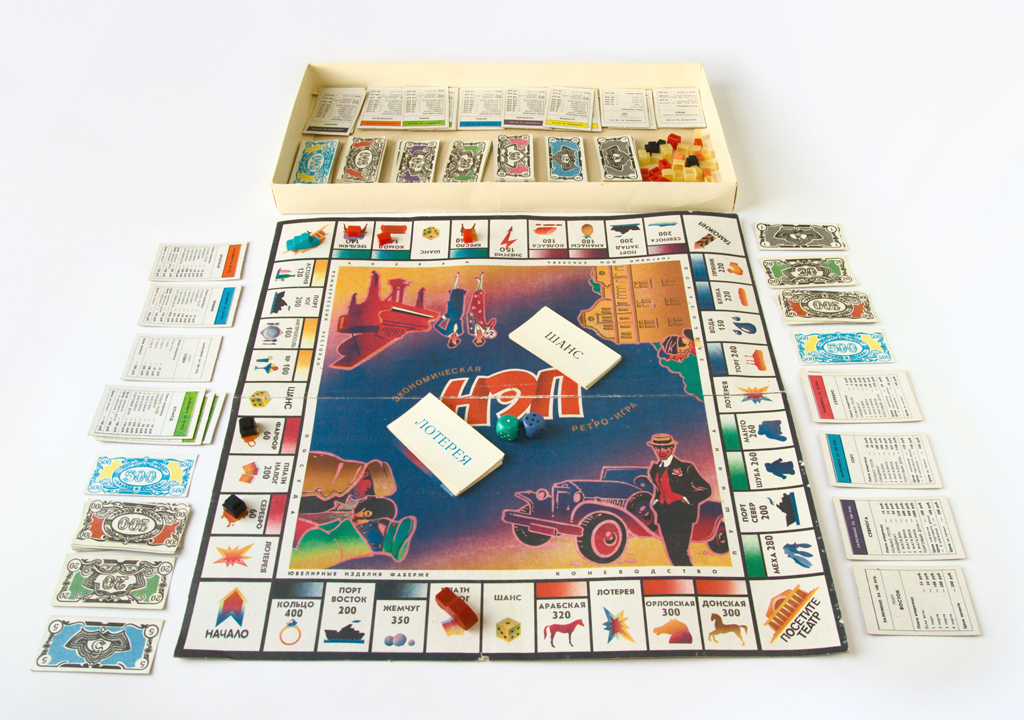
«НЭП» в процессе игры

17 сентября 1988 года в СССР фирмой «Петропан» стал продаваться локализованный аналог «Монополии» — «Менеджер»: это была первая в стране экономическая игра. Для её раскрутки была дана одна из первых коммерческих реклам на советском телевидении, производителем утверждается также, что это была первая реклама игры в стране. «Менеджер» имел очень большой успех, усиленный переходом страны к рыночной экономике. Фирма пережила трудности 1990-х годов; игра выходит до сих пор в различных вариантах.
Также в СССР и России существуют и другие аналоги «Монополии»: «НЭП» и «Кооператив» (рубеж 1980—1990-х годов), «Миллионер» (середина 1990-х годов), «Бизнесмен» (с конца 1990-х годов), Business live (~2010 год) и другие. Среди игр, похожих на «Монополию», существует и игра «Белая Ворона». От остальных видов игры она отличается тем, что ей управляют двое: один из игроков — банкир, а другой клерк. Действие происходит на таинственной лесной поляне. В этой игре не две, а одна кость. Игра ведется по числам календаря. После передвижения фишки на число клеток в кости банкир тащит карточку, соответствующую каждому календарному дню. Последний день каждого месяца в игре считается как «День Белой Вороны».
«Монополия» в России имеет несколько разновидностей: «Монополия Классическая», «Монополия Делюкс», а также «Монополия с банковскими карточками» (позволяет не применять в игровом процессе бумажные банкноты, а использовать карточки. Она гораздо динамичнее обычной, так как в ней быстрее улучшаются активы и, соответственно, увеличивается рента). Также есть «Мини-Монополия», для того чтобы поиграть в дороге или путешествии. В конце 2008 года вышла «Мировая Монополия», которая объединяет все города мира на своём игровом поле. «Моя первая Монополия» — настольная игра для детей от четырёх лет, сопровождающаяся голосовыми подсказками. В 2010 году вышла «Монополия Россия» с 22 российскими городами.
Помимо официальных версий игры, в 80-е годы XX века пользовались популярностью самодельные «Монополии», рисованные ручками и фломастерами или склеенные из журнальных вырезок логотипов фирм. Количество клеток увеличивалось, дорожки приобретали замысловатое направление с переходами, в роли наличности выступали рисованные купюры или настоящая мелочь — например, 1 копейка — 100 пойнтов. Правила игры также зачастую сильно менялись.

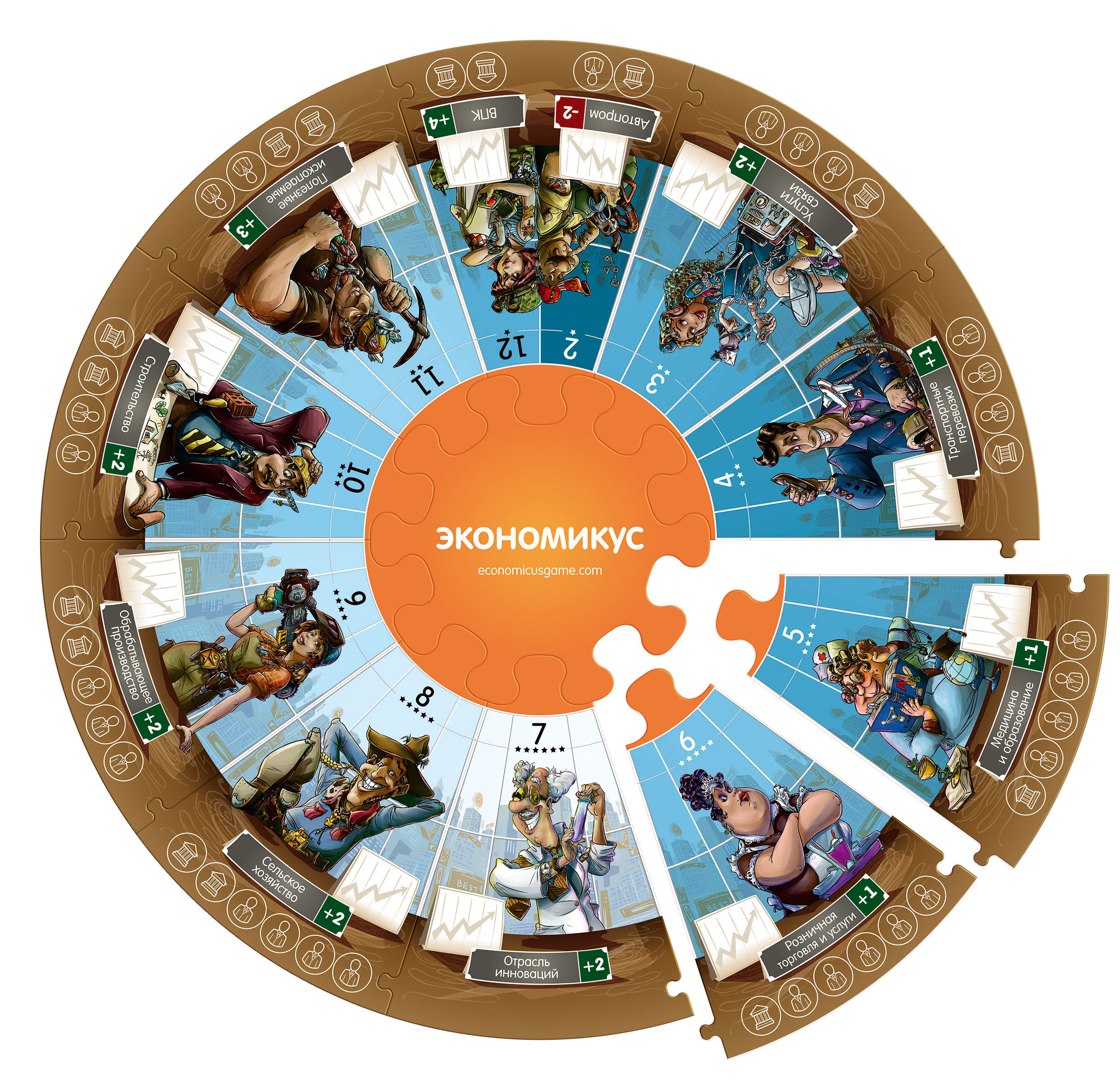
Круглое модульное игровое поле настольной игры «Экономикус»

В 2016 году в России появилась игра «Экономикус» (одноименного издательства) — аналог «Монополии», но с рядом существенных изменений: круглое модульное игровое поле, покупка компаний через аукцион между всеми игроками, жетоны-монеты вместо бумажных банкнот. Игровая цель — первым создать компании в заданном числе отраслей (вместо банкротства всех других игроков). Партия играется от 20 до 40 минут на компанию от 2 до 8 человек. В игре есть усложнённый режим, в котором добавляются правила создания стартапов, а также 2 колоды карт с экономическими терминами и событиями. С 2017 года игра «Экономикус» применялась для образовательных и профориентационных мероприятий для школьников Москвы. На 2019 год существует ряд переизданий игры, а также изданы модификации-продолжения игры: «Фиксиномика» (совместный проект издательства «Экономикус» и компании «Мосигра»), «Оркономика» (совместный проект издательств «Экономикус» и «Игрология»), карточная версия игры «Экономикус».
Игра позволит получить новую собственность — команды и конференции. Вкладывайте в трибуны и стадионы — так получите арендную плату. Оформляйте сделки с другими участниками игры, контролируйте ситуацию на аукционе. Победить может только один, для всех остальных — банкротство. Развивает воображение, логическое мышление, внимательность, память.

## Другие факты
- В 2008 году производитель игрушек Hasbro Inc. и киностудия Universal Pictures планировали создать художественный фильм по мотивам популярной игры, но фильм не был снят[22]. В 2015 году было заявлено, что фильм снимет студия Lionsgate совместно с компанией Hasbro[23].
В апреле 2024 года актриса Марго Робби и её продюсерская компания  LuckyChap, запустила производство фильм по мотивам игры Монополия.
- Маскот игры — пожилой мужчина с усами, одетый в чёрную визитку и носящий галстук-бабочку и цилиндр, известный как Богатый Дядя Пеннибэгз[англ.] или просто Мистер Монополия — является примером визуального эффекта Манделы, состоящего в том, что если испытуемого попросить описать облик Мистера Монополия, в частности его лицо, то часто его вспоминают и представляют себе как носящим монокль, в то время как на самом деле монокля на нём никогда не было[24].

## Monopoly GO!
Scopely запустила Monopoly GO, цифровую версию настольной игры «Монополия», доступную в Google Play и App Store.